# Gadlja
Gadlja (in lingua russa Гадля) è un centro abitato dell'Oblast' di Magadan, situato nell'Ol'skij rajon.